# Biserica Nașterea Sfintei Fecioare Maria din Siret

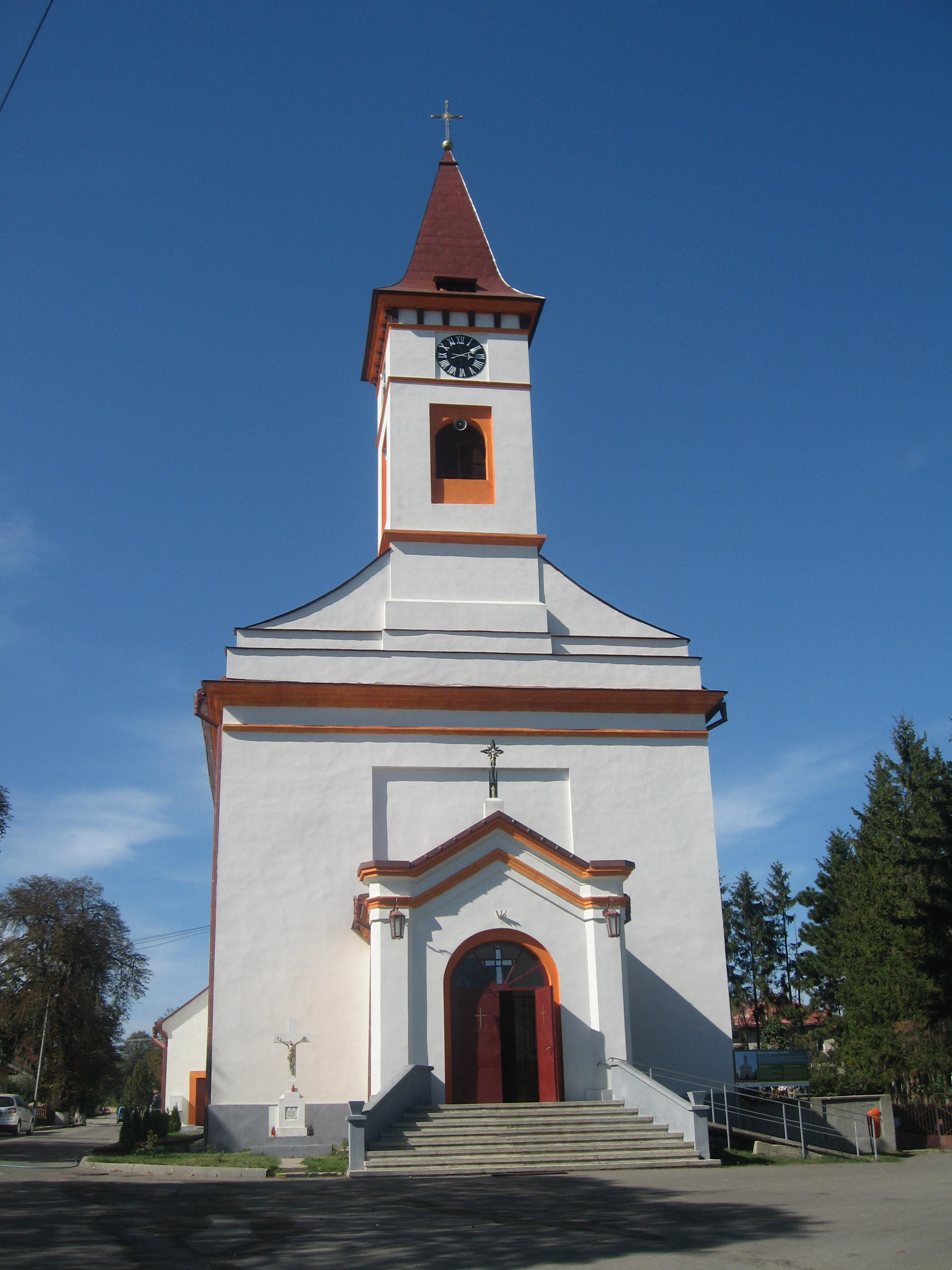
Biserica Naşterea Sfintei Fecioare Maria din Siret

Biserica „Nașterea Sfintei Fecioare Maria” din Siret este o biserică romano-catolică construită în perioada 1816-1824 în orașul Siret. Ea este situată pe strada Castanilor nr. 7. 

## Comunitatea catolică din Siret

### Începuturile comunității
Încă din secolul al XIII-lea a început să se desfășoare pe teritoriul Moldovei o intensă propagandă catolică. În 1227, Papa Grigore al IX-lea (1227-1241) a înființat aici Episcopia de Milcov pentru cumanii și cavalerii teutoni din Țara Bârsei. 
La începutul secolului al XIV-lea, s-au așezat pe teritoriul orașului Siret meșteșugari și negustori germani, veniți din Boemia, Polonia și Transilvania. Aceștia erau de religie romano-catolică. Conform tradiției, doamna Maria, soția lui Dragoș Vodă (1352-1354), care era de religie catolică, i-a ajutat pe coreligionarii săi din Siret să-și construiască o biserică cu hramul Adormirea Maicii Domnului. 
Într-o cronică a ordinului franciscan din 12 februarie 1326 este menționată o mănăstire franciscană la Siret, care avea o biserică proprie cu hramul „Trupul Domnului”.  În acea biserică ar fi fost înmormântați în acel an doi călugări franciscani polonezi uciși de lituanieni. Mănăstirea era situată la poalele Dealului Horaițul Înalt, pe malul stâng al Pârâului Târgului.  După tradiție, lângă mănăstire a funcționat o școală latinească, în care ar fi învățat carte fiii doamnei Margareta Mușata, viitorii domni Petru și Roman. 

### Episcopia de Siret
Domnitorul Lațcu Vodă (1365-1374) s-a căsătorit cu Malgorzata, sora regelui Cazimir al III-lea al Poloniei și a fost convertit la catolicism , în timpul domniei sale aflându-se în Siret doi călugări minoriți, Nicolae de Melask și Paul de Schweidnitz. Prin trecerea sa la catolicism, domnitorul a vrut ca Moldova, amenințată de unguri și polonezi, să intre sub protecția Romei.
Voievodul moldovean a adresat mai multe cereri Papei Urban al V-lea (1362-1370) pentru înființarea unei episcopii catolice în orașul Siret și ridicarea urbei la rangul de „civitas”. Ca urmare a acestor solicitări, Papa adresa la 24 iulie 1370 două scrisori episcopilor de Praga, Wroclaw și Cracovia prin care îi înștiința că domnitorul Lațcu, „dux Moldaviensis”, vrea să devină catolic împreună cu supușii săi și că-i cerea să înființeze o episcopie catolică la Siret, iar ca episcop să fie numit preotul Andrei Wasilo de Jastrzebiec, profesorul minoriților din Cracovia.
Episcopii au efectuat cercetările cerute de papă, iar la 9 martie 1371 Papa Grigore al XI-lea (1370-1378) a înființat Episcopia de Siret, primul episcop fiind numit preotul polonez Andrei Wasilo de Jastrzebiec. Acesta a fost hirotonit la Cracovia în aceeași zi ca episcop de către Florian Mokrski, episcop al Cracoviei (1367-1380), și de alți episcopi, care i-au dat un document legalizat la notariatul din Liov la 9 august 1371. Episcopul Andrei îl anunța pe papă de sfințirea sa printr-o scrisoare din 9 mai 1371, trimițându-i cu această ocazie formula jurământului. La 25 ianuarie 1372, Papa Grigore al XI-lea i-a trimis o scrisoare domnitorului Lațcu, în care îl felicita pentru trecerea la religia catolică și îi valida căsătoria cu soția sa, care rămăsese ortodoxă.
Ca urmare a faptului că Siretul a devenit sediu al unei episcopii, principesa Margareta Mușata a sprijinit construirea în oraș, între anii 1377 și 1380, a unei mănăstiri dominicane, ce avea o biserică cu hramul Nașterea Sfântului Ioan Botezătorul. În biserica mănăstirii dominicane se presupune, după tradiție, că a fost înmormântată doamna Mușata.  Concomitent cu aceasta, a existat și o mănăstire franciscană a cărei biserică era dedicată Maicii Domnului și avea și o fântână considerată a fi făcătoare de minuni.
Veniturile Episcopiei de Siret erau foarte mici, iar episcopii nu prea au stat în dieceză. Cinci episcopi au purtat titlul de "episcop de Siret" și anume: Andrei Wassilo de Jastrzebiec (1371-1388), Ioan Sartorius (1388-1394), Ștefan Martini (1394-1412), Nicolaus Venatoris (1412-1434) și franciscanul Ioan (29 iulie 1434 - 1439). Episcopul Andrei a fost transferat în 1388 la Episcopia din Vilnius (Lituania), unde a murit în 1399. Noul episcop, Ioan Sartorius (1388-1394), era episcop auxiliar de Cracovia și duhovnic al curții și nu a rezistat prea mult la Siret. 
În anul 1412 a fost înființată Arhiepiscopia Romano-Catolică de Lemberg (Liov), iar Episcopia de Siret a fost declarată sufragană a arhiepiscopiei nou-înființate. Ca urmare a creșterii numărului catolicilor din Moldova, a fost înființată în 1413 Episcopia de Baia (1413-1523).  Episcopia de Siret și-a încetat existența în anul 1439.

### Situația comunității în secolele XVI-XVIII
La începutul secolului al XVI-lea, în timpul domniei lui Bogdan al III-lea (cel Orb) (1504-1517), au avut loc tulburări anticatolice violente în urma cărora cele două mănăstiri au fost distruse, călugării franciscani și dominicani au fost alungați din Siret, iar credincioșii s-au refugiat în Polonia și Transilvania.  După unele mărturii, se pare că distrugerea celor două mănăstiri catolice și alungarea catolicilor a avut loc în 1573, în timpul domniei lui Ion Vodă cel Cumplit (1572-1574). 
În secolele al XVI-lea și al XVII-lea, orașul Siret a decăzut, iar misionarii italieni (Paolo Bonici-1632, Nicolo Barsi-1638, Marco Bandini-1649) care au vizitat Moldova în secolul al XVII-lea au constat că numărul credincioșilor catolici era în scădere. 
În anul 1775, ca urmare a atitudinii de neutralitate pe care a avut-o în timpul conflictului militar dintre Turcia și Rusia (1768-1774), Imperiul Habsburgic (Austria de astăzi) a primit o parte din teritoriul Moldovei de nord. Regiunea aceasta este bogată în fagi, de aici provenind și denumirea de Bucovina (Țara Fagilor) pe care i-au dat-o austriecii. 
Ocupanții de atunci au trimis în Bucovina diverși angajați ai statului: funcționari și muncitori din Boemia, Moravia și Slovacia și care s-au stabilit aici. Marea majoritate a acestor coloniști era de religie romano-catolică. În Siret s-au stabilit mai multe familii din Imperiul Habsburgic, care vorbeau limba germană. 
În anul 1775, a fost înființat pentru militarii austrieci un diaconat (capelanat) militar subordonat Episcopiei Romano-Catolice din Wiener-Neustadt. Militarii austrieci au construit o capelă din lemn în apropierea școlii de căpetenie (pe locul unde este astăzi casa parohială romano-catolică), aici fiind celebrate slujbe religioase de către preotul militar Antonius Nagy.  După retragerea armatei imperiale, în anul 1786, capelanatul militar a fost transformat în capelanat civil, subordonat canonic Episcopiei de Bacău. În anul 1796, Bucovina este desprinsă din Episcopia de Bacău și trecută în subordinea Arhiepiscopiei de Lemberg (Liov).

## Istoricul bisericii

### Construirea actualei biserici

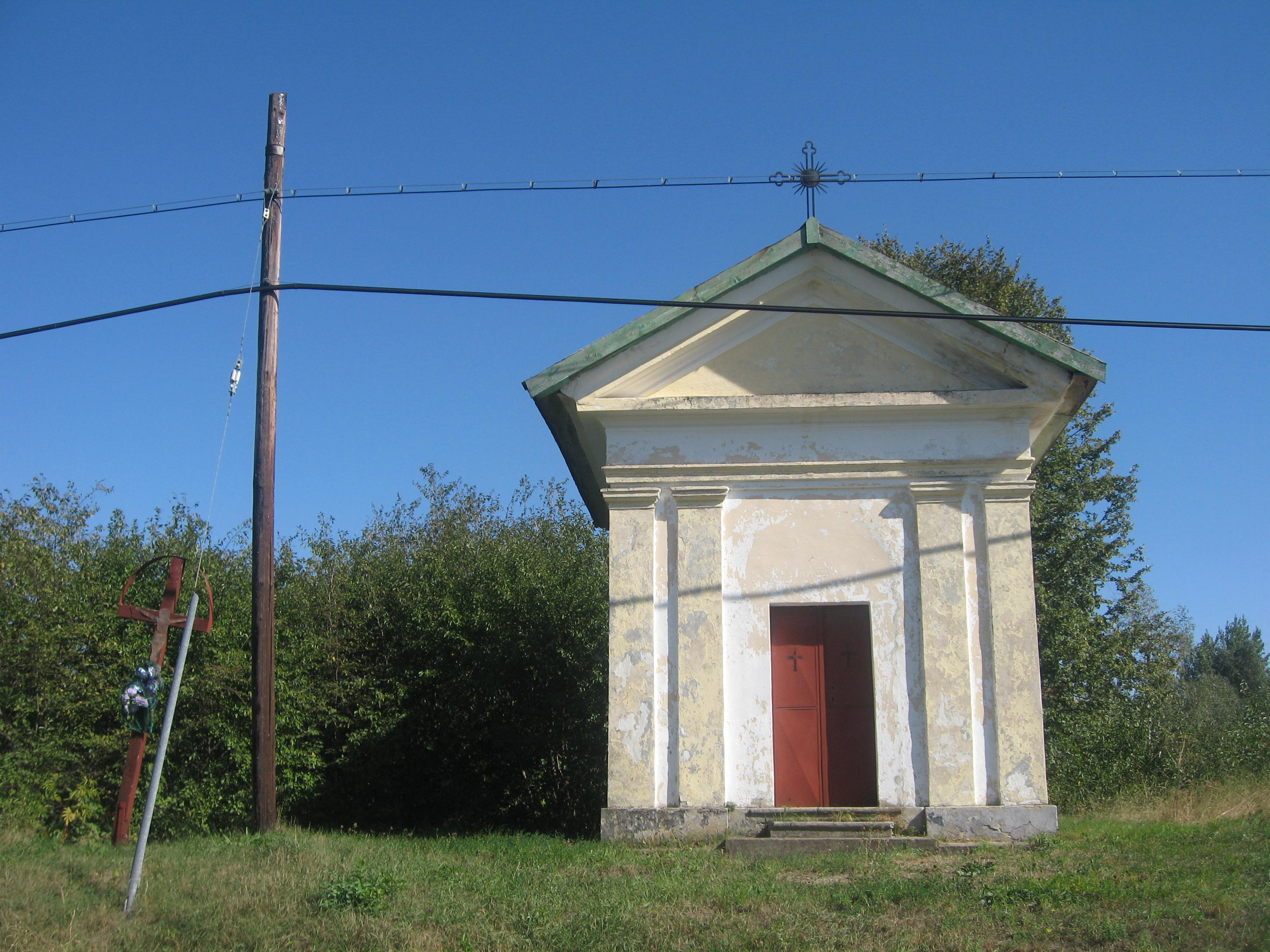
Capela „Sfânta Maria” construită în anul 1868 pe Dealul Horaiţul Înalt

La cererea credincioșilor din Bucovina, prin decretul imperial nr. 16866 din 11 noiembrie 1811, emis la Viena de împăratul Francisc I (1792-1835), au fost înființate cinci parohii: Siret, Suceava, Sadagura, Istensegíts (Țibeni) și Andrásfalva (Măneuți). Cu acest prilej, Diaconatul din Siret a fost ridicat la rangul de parohie, primul paroh fiind numit preotul Joseph von Nitzki. Parohia Siret a primit sub jurisdicția sa spirituală și comunitățile romano-catolice din satele Baineț cu Vicșani (Ruda), Gărbăuți, Mănăstioara, Tereblecea și Vășcăuți, cu un număr de 1.569 de credincioși germani și polonezi. 
Franz Wiszniowski, autorul cărții „Radautz - die deutscheste Stadt des Buchenlandes” (Waiblingen, 1966), a susținut în mod eronat că Parohia Romano-Catolică din Siret ar fi fost înființată printr-un decret imperial emis de Cabinetul Aulic la 1 aprilie 1787. Prin același decret ar mai fi fost înființate parohii romano-catolice la Câmpulung Moldovenesc, Gura Humorului, Țibeni, Suceava și Cernăuți.
În anul 1816, preotul Mathias Fetzky a început lucrările pentru construirea unei biserici, acestea fiind finalizate în 1824, în timpul păstoririi preotului Josef Rybitczka.  Lăcașul de cult a fost construit din piatră și cărămidă, în stil romanic, având formă de navă. Dimensiunile sale sunt următoarele: lungime - 33 m, lățime - 12,5 m și înălțimea turnului - 35 m. Ea a fost sfințită la 8 septembrie 1826 de arhiepiscopul de Lemberg, Andreas Alois Ankwicz von Skarbek-Poslawice (1815-1833), primind cu această ocazie și hramul "Nativitas Beatae Mariae Virginis - Nașterea Sfintei Fecioare Maria". 
În timpul parohului Joannes Wachowski (1831-1872) a fost amenajat cimitirul parohial (1867-1868) și s-a construit la marginea orașului, pe Dealul Horaițul Înalt, o capelă închinată Sfintei Fecioare Maria (1868), care i-a izbăvit pe sireteni de epidemia de holeră. 
În secolul al XIX-lea, credincioșii parohiei erau în majoritate de naționalitate germană, ulterior stabilindu-se în oraș și credincioși polonezi. Până la Unirea Bucovinei cu România (1918), Parohia Siret a fost păstorită de 17 preoți dintre care nouă preoți polonezi, șase preoți germani, un preot ceh și un preot ungur. 

### Reducerea comunității catolice în secolul al XX-lea
Până la construirea unei biserici proprii (în 1908), credincioșii greco-catolici ucraineni din Siret au folosit biserica romano-catolică pentru ținerea slujbelor religioase. În decursul timpului, au fost construite biserici în filialele Baineț, Tereblecea și Vicșani, precum și capele în Siret (în număr de 3), Mănăstioara, Șerbăuți, Tereblecea și Vicșani. În jurul anului 1890 s-a construit în Siret o capelă catolică pe strada Sucevei.
Destrămarea Imperiului Austro-Ungar și Unirea Bucovinei cu România din noiembrie 1918 au produs unele schimbări în organizarea bisericească. Odată cu trecerea Bucovinei sub administrație românească, s-au reglementat noi relații între Regatul României și Vatican. Pentru administrarea noilor teritorii unite cu România, Vaticanul l-a desemnat pe Józef Bilczewski, arhiepiscop de Liov (1900-1923), ca administrator apostolic al Bucovinei. În anul 1921 statul papal a înființat un Vicariat general în Bucovina (cu sediul la Cernăuți), care a fost condus de pr. Josef Schmidt. Deoarece acesta din urmă a decedat la scurt timp, Mons. Clemens Swoboda (parohul de Rădăuți) a fost numit la 9 iunie 1921 în funcția de paroh de Cernăuți și vicar general al Bucovinei. 
La 15 august 1930, Arhiepiscopia de Lemberg a predat jurisdicția administrativă asupra parohiilor de pe teritoriul Bucovinei către Episcopia de Iași. Biserica din Siret a fost renovată între anii 1936 și 1938, sub conducerea parohului August Zoladkowski. Pereții interiori ai lăcașului de cult au fost zugrăviți și pictați în 1936. 
În perioada interbelică, numărul catolicilor germani și polonezi a scăzut prin plecarea acestora în Germania, Austria sau Polonia.  În anul 1930, populația orașului Siret era de 9.905 locuitori, dintre care 4.302 români (43,43%), 2.105 evrei (21,25%), 1.657 germani (16,72%), 1.011 ruteni (10,20%), 462 ruși (4,66%), 301 polonezi (3,03%), 17 țigani, 10 cehi și slovaci, 6 unguri, 1 bulgar, 7 de alte naționalități și 26 de etnie nedeclarată.  Din punct de vedere al religiei, populația era alcătuită din 5.094 ortodocși (51,42%), 2.121 mozaici (21,41%), 1.899 romano-catolici (19,17%), 603 greco-catolici (6,08%), 116 evanghelici (luterani), 22 baptiști, 3 adventiști, 1 armeano-gregorian, 1 unitarian, 21 de alte religii și secte și 24 de religie nedeclarată.
În perioada interbelică, în Parohia Siret au păstorit șase preoți, dintre care patru preoți de etnie poloneză și doi preoți de etnie germană. 
Perioada celui de-al doilea război mondial a adus ocuparea nordului Bucovinei de către URSS în urma ultimatumului din 26 iunie 1940. Localitățile Gărbăuți și Tereblecea au trecut în componența statului sovietic, teritoriul de jurisdicție al Parohiei Siret fiind micșorat.
Perioada regimului comunist a fost o perioadă grea pentru Biserica Catolică din România. După război, credincioșii germani au început să emigreze în Germania. Patrimoniul parohiilor a fost naționalizat aproape în totalitate. În același timp, preoții și enoriașii au fost persecutați.
După emigrarea germanilor, comunitatea romano-catolică din Siret a devenit o comunitate mixtă, fiind formată din etnici polonezi, germani, români și ucraineni. În perioada comunistă au slujit această parohie 11 preoți dintre care șapte preoți români, trei preoți de etnie poloneză și un preot de etnie germană. 
În anul 1977 a fost amplasată în stânga intrării în biserică o cruce cu Isus Cristos răstignit, pe cărei soclu se află următoarea inscripție: „Ne-nchinăm Ție Cristoase și te binecuvântăm că prin Sfânta Ta Cruce ai răscumpărat lumea! 1977”.

### Renovarea bisericii

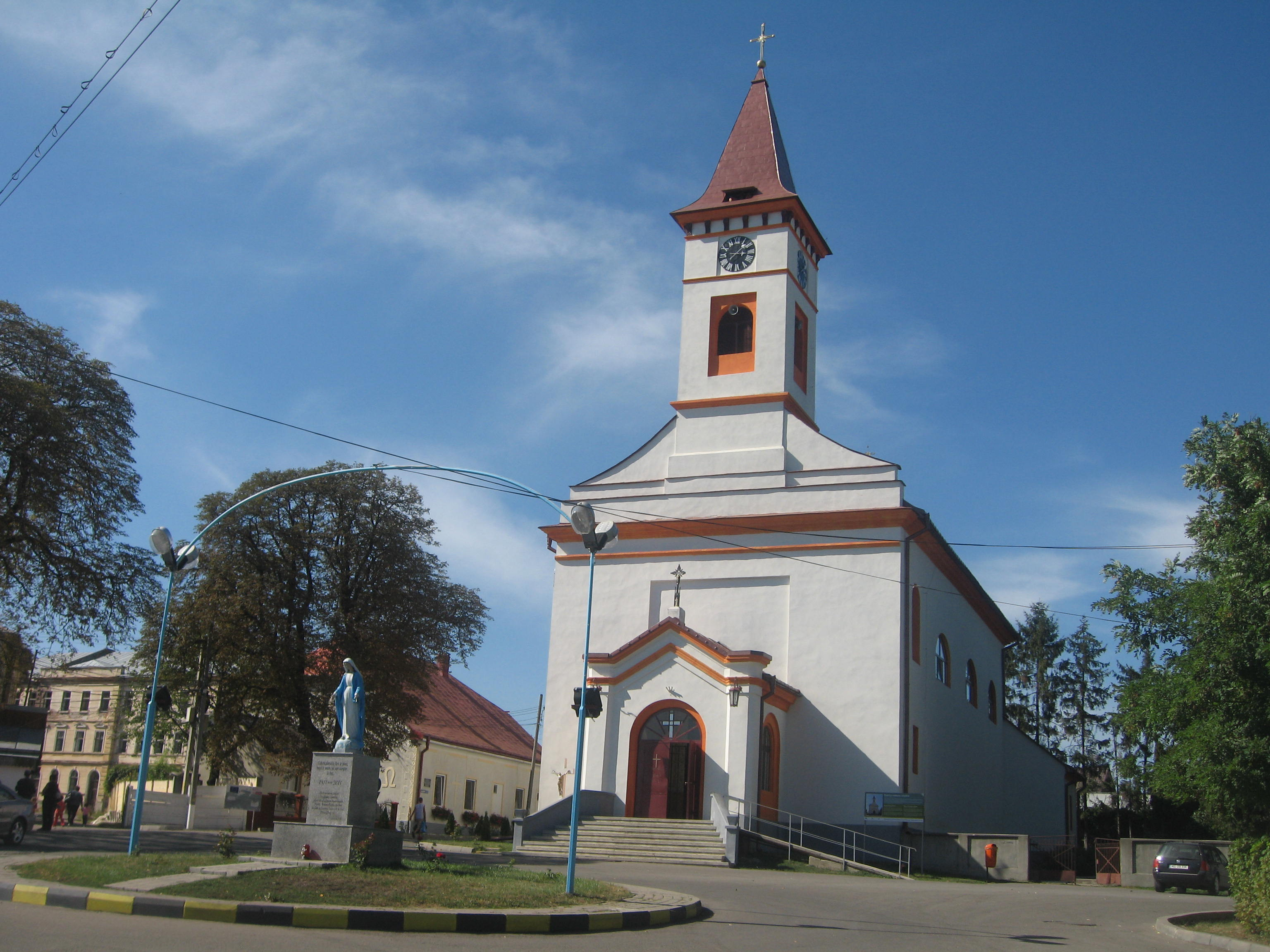
Biserica Naşterea Sfintei Fecioare Maria din Siret (2012)

După Revoluția din decembrie 1989, a avut loc o dezvoltare a comunității romano-catolice din Siret. 
Între anii 1993-2000 s-au efectuat lucrări de reparație generală a bisericii sub conducerea parohilor Eugen Lucaci și Valerian Enășcuț. La data de 9 martie 1996, Parohia a aniversat 625 de ani de la înființarea Episcopiei de Siret. În timpul păstoririi parohului Valerian Enășcuț (1993-1999) s-au organizat și dus la bun sfârșit lucrările cele mai complicate: asanarea pereților, înlocuirea pardoselii, a picturii etc. După finalizarea lucrărilor de renovare, la 8 septembrie 2000 (de hramul bisericii) a avut loc consacrarea altarului și resfințirea bisericii de către Aurel Percă, episcop auxiliar de Iași. Cu această ocazie, Consiliul Local al orașului Siret prin primarul Vasile Tablan i-a conferit episcopului diploma de cetățean de onoare al orașului. 
Zece ani mai târziu, la 9 martie 2006, cu cheltuiala enoriașilor Franz Pieszczoch (profesor de istorie la Școala „Petru Mușat” din Siret) și Mihai Cobilanschi (președinte al Forumului German din Siret), a fost amplasată în pridvorul bisericii o placă de marmură albă pe care sunt înscrise numele celor cinci episcopi titulari ai Episcopiei de Siret. 
Parohul Irinel Iosif Iosub (din 2009) a inițiat o nouă serie de lucrări de modernizare a parohiei. Biserica a fost restaurată în exterior; în anul 2010 fațada bisericii a fost văruită în alb, iar învelitoarea de tablă de pe acoperiș și ușa de la intrare au fost vopsite în roșu. De asemenea, a fost finalizată construcția așezământului dominican, a fost construită o grotă la Vicșani, a fost așezată o statuie a Sfintei Fecioare în piața bisericii și a fost construit un oratoriu în curtea casei parohiale. 
La 13 noiembrie 2011, comunitatea romano-catolică din Siret a sărbătorit bicentenarul înființării Parohiei „Nașterea Sfintei Fecioare Maria” (1811-2011). La acest eveniment au participat episcopul auxiliar Aurel Percă, preoți din localitățile învecinate, oaspeți din străinătate (din orașul Debica din Polonia) și credincioși romano-catolici, greco-catolici și ortodocși. Înainte de începerea liturghiei a fost dezvelit și sfințit monumentul ridicat în cinstea Neprihănitei Zămisliri, construit în fața bisericii. Cu acel prilej a avut loc și dezvelirea plăcii comemorative dedicate aniversării a 200 de ani de la înființarea parohiei.  Inscripția de pe placa memorială din marmură neagră amplasată în biserică este următoarea: „DEO GRATIAS. 1811-2011. 200 de ani de la înființarea parohiei Romano-Catolice „Nașterea Sfintei Fecioare Maria” din Siret. Placa a fost dezvelită astăzi, 13 noiembrie 2011, de către Excelența Sa episcop de Iași Petru Gherghel.”. 
A urmat celebrarea sfintei Liturghii, iar în cadrul predicii episcopul Aurel Percă a subliniat importanța evenimentului, încurajând comunitatea la trăirea credinței primite de la strămoși și transmiterea acesteia către generațiile viitoare. Episcopul a înmânat diplome de merit preoților care au activat în această parohie și a citit mesajul episcopului Petru Gherghel, trimis comunității și preotului paroh. După liturghie a avut loc lansarea cărții „La ceas aniversar. Bicentenarul Parohiei Romano-Catolice „Nașterea Sfintei Fecioare Maria” Siret (1811-2011)” a prof. Franz Pieszczoch. Festivitățile aniversare au fost încheiate cu un concert de muzică simfonică susținut după-amiază de elevi ai Colegiului de Artă „Ciprian Porumbescu” din Suceava. 
În piațeta din fața bisericii se află monumentul ridicat în cinstea Neprihănitei Zămisliri, pe al cărui soclu este următoarea inscripție: „O, Marie, zămislită fără de păcat, roagă-te pentru noi care alergăm la tine...” 1811-2011. Acest monument dedicat „Neprihănitei Zămisliri” a fost ridicat cu ocazia bicentenarului Parohiei Romano-Catolice din Siret și sfințit de Excelența Sa episcop de Iași Petru Gherghel. 13 noiembrie 2011..

### Organizarea parohiei
În perioada 1775-2011, în Parohia Siret au slujit 10 capelani, 41 preoți-parohi și 27 preoți-cooperatori. În acest timp, au avut loc 15 vizite episcopale. În cimitirul din Siret sunt înmormântați opt preoți, dintre care unul a fost decan. 
La sfârșitul secolului al XX-lea și începutul secolului al XXI-lea, situația enoriașilor parohiei era următoarea:
- 1995 - 256 familii cu 741 credincioși, repartizați astfel: Siret - 170 familii cu 514 credincioși, Vicșani - 46 familii cu 140 credincioși, Dornești - 23 familii cu 55 credincioși, Vășcăuți - 12 familii cu 21 credincioși, Mihăileni - 5 familii cu 8 credincioși, Baineț - 2 credincioși și Mănăstioara - un credincios [10]
- 2002 - 281 de familii cu 807 credincioși, repartizați astfel: Siret - 207 familii cu 635 credincioși, Vicșani - 40 de familii cu 101 credincioși, Dornești - 25 de familii cu 60 credincioși, Vășcăuți - 14 familii cu 27 de credincioși etc. [20]
- 2010 - 281 de familii cu 803 credincioși; în parohie au fost înregistrate trei căsătorii, patru botezuri și șase înmormântări. [5]

În prezent, Parohia „Nașterea Sfintei Fecioare Maria” din Siret are 6 filiale, dintre care 5 cu biserică (Baineț - cu Biserica „Cristos, Regele Universului” din 1890, Dornești - cu Biserica „Adormirea Maicii Domnului” din 1796, Mănăstioara - cu capela „Sfântul Onofrei" din cimitir, Mihăileni - cu Biserica „Trupul și Sângele Domnului” din 1896 și Vicșani - cu Biserica „Sfânta Fecioară Maria, Regina Poloniei” din 1910) și una fără biserică (Vășcăuți). În biserică se oficiază liturghii în limbile română și germană.

## Descrierea bisericii
Biserica „Nașterea Sfintei Fecioare Maria” din Siret este construită din piatră și cărămidă, în stil romanic. Ea are formă de navă și următoarele dimensiuni: lungime - 33 m, lățime - 12,5 m și înălțimea turnului - 35 m. 
Pereții interiori ai bisericii au fost zugrăviți și pictați în 1936. În biserică se află statuete sculptate în lemn de artistul austriac Ferdinand Stuflesser (1855-1926) din Tirolul de Sud, precum și două icoane pictate în ulei, pictate pe la sfârșitul secolului al XIX-lea. 

## Preoți
La această biserică au slujit următorii preoți-parohi: 
- pr. Joseph von Nitzki - paroh (1811-?)
- pr. Mathias Fetzky
- pr. Joseph Sattfeld (n. 1792, Karpfen, Comitatul Sohl, Regatul Ungariei, azi în Slovacia - d. 14 noiembrie 1851, Rădăuți) - A activat ca paroh la Rădăuți (26 aprilie 1818 - 14 noiembrie 1851). Pentru o perioadă a administrat și Parohia Siret (1822-1823). A construit actuala biserică din Rădăuți. Este înmormântat în cimitirul catolic din Rădăuți, lângă capela catolică.
- pr. Joannes Wachowski (n. 1799 - d. 2 iulie 1872, Siret) - A fost sfințit preot în 1824. A activat ca paroh la Siret. A fost înmormântat la Siret.
- pr. Mauritius Kolankiewicz (n. 1844 – d. 1921, Siret) - A activat ca administrator parohial (1885-1887) și paroh la Cacica (1887-1902), apoi paroh la Siret (1902-1921). A fost înmormântat la Siret.
- pr. Emil Häusler (n. 1890, Rădăuți – d. 8 aprilie 1935, Siret) - A absolvit Școala generală de 10 clase la „C.N. Eudoxiu Hurmuzachi” din Rădăuți (1911). A fost sfințit preot la Lemberg la 10 august 1915 și a oficiat prima sa slujbă la 22 august 1915. A activat ca paroh la Siret (noiembrie 1929 – 8 aprilie 1935). A fost înmormântat la Siret.
- pr. August Zoladkowski (n. 1900, Rădăuți – d.?) - A absolvit Școala generală de 10 clase la „C.N. Eudoxiu Hurmuzachi” din Rădăuți (1920). A oficiat prima liturghie la 13 iulie 1924. A fost profesor de religie catolică la Liceul “Eudoxiu Hurmuzachi” din Rădăuți (1924-1925). A activat ca vicar la Rădăuți (noiembrie 1924 - iunie 1926), apoi ca paroh la Molodia (?-1935) și Siret (1935-1938?).
- pr. Iosif Schurgoth (n. 15 martie 1905, Frasin, județul Suceava - d. 27 septembrie 1986, Iași) - A fost sfințit preot la 19 decembrie 1931, la Genova (Italia), unde se afla la studii. A funcționat ca paroh la Siret (1940-1943), iar apoi preot la Gura Humorului din anul 1945 pâna la moartea sa survenită la 27 septembrie 1986. A fost înmormântat în Cimitirul Eternitatea din Iași, alături de rudele sale. Mormântul pr. Iosif Schurgoth se află în rândul doi, la jumătatea drumului, pe partea stângă a aleii care duce de la capela maicilor spre cavoul preoților. La baza crucii, pe o placă de marmură, lângă fotografie, se află următoarea inscripție: „Preot Iosef Schurgoth, decan de Iași și Suceava: * 15.III. 1905 - † 27.IX. 1986”.
- pr. Józef Chachuła (Iosif Chachula) (n. 19 martie 1911, Solonețu Nou, județul Suceava - d. 27 septembrie 1967, Cacica) - A fost sfințit ca preot în 1938, la Cracovia (Polonia). A activat ca paroh la Siret (1943-1944) și apoi la Cacica (1946 - 27 septembrie 1967), păstorind și comunitatea din Solonețu Nou. A fost înmormântat la Solonețu Nou.
- pr. Iosif Sabău (n. 7 martie 1926, Luizi-Călugăra, județul Bacău – d. 16 iunie 2001, Oradea) - A absolvit Școala Generală de 5 clase la Luizi-Călugăra (1937), Liceul „Ferdinand I” din Bacău (1945), Școala de Cantori din Hălăucești (1945) și Institutul Teologic din Alba Iulia (1953). A fost sfințit preot la 29 iunie 1953, la Alba Iulia, de către arhiepiscopul Alexandru Cisar. A activat ca vicar la Luizi-Călugăra (1 august 1953 - 1 iulie 1956), Pustiana (1 iulie 1956 - 2 februarie 1957) și Oțeleni (2 februarie - 1 noiembrie 1957), paroh la Siret (1 noiembrie 1957 - 1 noiembrie 1969), Vatra Dornei (1 noiembrie 1969 - 10 martie 1991) și Hălăucești (10 martie 1991 - 1996). A decedat la Oradea și a fost înmormântat la Luizi-Călugăra.
- pr. Ioan Ciuraru (n. 13 ianuarie 1940, Gheorghe Doja, județul Bacău - d. 7 aprilie 1996, Buzău) - A absolvit Școala Generală de 7 clase la Răcăciuni (1954), Școala de Cantori la Iași (1960) și Institutul Teologic Romano-Catolic „Sf. Iosif” din Iași (1966). A fost sfințit preot la 26 iunie 1966, la Iași, de către episcopul Petru Pleșca. A activat ca vicar la Oituz (1 martie 1968 - 1 noiembrie 1969), paroh la Siret (1 noiembrie 1969 - 1 martie 1973), profesor la Institutul Teologic Romano-Catolic „Sf. Iosif” din Iași (1 martie 1973 - 1 octombrie 1977), paroh la Buzău (1 octombrie 1977 - 31 decembrie 1989), redactor al Arhiepiscopiei Romano-Catolice de București la Buzău (1 octombrie 1989 - 31 decembrie 1992), profesor la Roman (1 ianuarie 1992 - 1 august 1992), vicar la Butea (1 august 1992 - 7 aprilie 1996). A decedat la Buzău și a fost înmormântat la Valea Mică.
- pr. Ioan Gabor (n. 25 octombrie 1941, Iugani, județul Iași - d. 26 iulie 2012, Iași) - A absolvit Școala generală de 7 clase la Gherăești (1956), Școala de Cantori la Iași (1960) și Institutul Teologic Romano-Catolic „Sf. Iosif” din Iași (1966). A fost sfințit preot la 26 iunie 1966, în capela Seminarului din Iași, de către episcopul Petru Pleșca. A activat fără numire la Horlești și Iași (1966-1968), ca vicar la Oituz (1 martie 1968 - 1 august 1969) și Barticești (1 august 1969 - 16 martie 1973), paroh la Siret (16 martie 1973 - 1 august 1975) și Barticești (1 august 1975 - 1 octombrie 1984), prefect de studii și profesor de omiletică la Institutul Teologic din Iași (1 octombrie 1984 - 1 iunie 1990), paroh la Parohia „Adormirea Maicii Domnului” din Iași și decan de Iași (1 septembrie 1990 - 1 septembrie 1996). A fost pensionat pe caz de boală la 1 septembrie 1996, devenind confesor la Institutul Teologic din Iași (1996–2012). A decedat într-un spital din Iași și a fost înmormântat la Iugani. Liturghia sa de înmormântare a fost celebrată de episcopul Petru Gherghel, asistat de episcopii Florentin Crihălmeanu și Aurel Percă și de peste 80 de preoți.
- pr. Isidor Mocanu (n. 20 noiembrie 1940, Hălăucești, județul Iași - d. 1 iunie 2013, Iași) - A absolvit Școala generală de 7 clase la Hălăucești (1955), Școala de Cantori la Alba-Iulia (1955-1956), Școala de Cantori la Iași (1956-1960) și Institutul Teologic din Iași (1965). A fost sfințit preot la 29 iunie 1965, la Alba Iulia, de către episcopul Áron Márton. În perioada 29 iunie 1965 - 9 martie 1968 nu a fost recunoscut ca preot de către comuniști. A activat ca vicar la Huși-Corni (1 martie 1968 - 1 martie 1969), administrator parohial la Parohia „Sf. Anton” din Huși (1 martie 1969 - 1 august 1975), paroh la Siret (1 august 1975 - 1 noiembrie 1977), Onești (1 noiembrie 1977 - 1 aprilie 1981) și Gherăești (1 aprilie 1981 - 1 iulie 2005), poenitentiarum magnus și șef al Biroului Personal (1 iulie 2005 -).
- pr. Albert Lucaci (n. 21 septembrie 1946, Horgești, județul Bacău - d. 19 noiembrie 2015, Gioseni, județul Bacău) - A absolvit Școala generală de 7 clase la Horgești (1960), liceul seminarial la Iași (1965) și Institutul Teologic din Iași (1971). A fost sfințit preot la 24 iunie 1971, la Iași, de către episcopul Petru Pleșca. A activat ca vicar la Valea Seacă (8 septembrie 1971 - 1 decembrie 1972), Pildești (2 decembrie 1972 - 21 decembrie 1973), Huși-Corni (22 decembrie 1973 - 17 mai 1975), Berzunți și Stufu (18 mai 1975 - 1 mai 1980), paroh la Siret (2 mai 1980 - 1 noiembrie 1985), Răchiteni (2 noiembrie 1985 - 25 mai 2003) și Traian-Bacău (26 mai 2003 -).
- pr. dr. Iosif Enășoae (n. 16 ianuarie 1953, Gherăești, județul Neamț) - A absolvit Școala generală de 8 clase la Gherăești (1968), Școala de Cantori la Iași (1973) și Institutul Teologic din Iași (1979). A făcut studii postuniversitare la Teresianum la Roma (Italia), unde a obținut licența și doctoratul în teologie. A fost sfințit preot la 29 iunie 1979, la Iași, de către episcopul Antal Jakab. A activat ca vicar la Popești-Leordeni (1 august - 1 octombrie 1979) și Cioplea (1 octombrie 1979 - 1 februarie 1981), administrator parohial la Câmpina (1 februarie 1981 - 1 noiembrie 1985), paroh la Siret (1 noiembrie 1985 - 31 decembrie 1987) și Tămășeni (1 ianuarie 1988 - 31 august 2001), capelan pentru românii de la Roma, Italia (1 septembrie 2001 - 30 septembrie 2003), vicar parohial la Tomești (1 octombrie 2003 - 30 aprilie 2004), profesor la Universitatea „Al.I. Cuza” din Iași (1 martie 2004 -).
- pr. Iulian-Eugen Kropp (n. 29 aprilie 1960, Rădăuți) - A absolvit Școala generală de 8 clase la Rădăuți (1975), Liceul „Eudoxiu Hurmuzachi” din Rădăuți (1977), Școala de Cantori la Iași (1979) și Institutul Teologic din Iași (1986). A fost sfințit preot la 29 iunie 1986, la Iași, de către arhiepiscopul Ioan Robu. A activat ca vicar la Suceava (1 august - 31 august 1986), Pildești (1 septembrie 1986 - 19 august 1987) și din nou la Suceava (20 august - 31 decembrie 1987), paroh la Siret (1 ianuarie 1988 - 10 februarie 1992), preot colaborator la Chișinău, Republica Moldova (11 februarie - aprilie 1992), Bălți, Republica Moldova (mai 1992 - 31 iulie 1993), paroh la Ciugheș (1 august 1993 - 30 aprilie 1996), Cacica (1 mai 1996 - 16 august 2001) și Solonețu Nou (16 august 2001 - 31 iulie 2005), responsabil al Oficiului Diecezan pentru Pelerinaje (1 iunie 2005 -), paroh la Târgu Frumos (1 august 2005 – 1 septembrie 2010) și Răducăneni (1 septembrie 2010-).
- pr. Eugen Lucaci (n. 22 august 1960, Butea, județul Iași) - A absolvit Școala generală de 10 clase la Butea (1976), liceul la Târgu Frumos (1979), a efectuat serviciul militar în anul 1980 la Focșani, apoi a absolvit Institutul Teologic din Iași (1986). A fost sfințit preot la 29 iunie 1986, la Iași, de către episcopul Ioan Robu. A activat ca vicar la Focșani (1 august 1986 - 31 iulie 1988) și Rădăuți (1 august 1988 - 10 februarie 1992), paroh la Siret (11 februarie 1992 - 31 iulie 1993), Dărmănești (1 august 1993 - 31 august 2007) și Oituz (1 septembrie 2007 -).
- pr. Valerian Enășcuț (n. 14 octombrie 1959, Săbăoani, județul Neamț) - A absolvit Școala generală de 10 clase la Săbăoani (1976), Școala de Cantori la Iași (1979) și Institutul Teologic din Iași (1986). A fost sfințit preot la 29 iunie 1986, la Iași, de către episcopul Ioan Robu. A activat ca vicar la Frumoasa (1 august 1986 - 1 august 1988), Bijghir (1 august 1988 - 14 aprilie 1989), Nicolae Bălcescu (14 aprilie- 25 noiembrie 1989), Tămășeni (25 noiembrie 1989 - 1 august 1991) și Ciugheș (1 august 1991 - 1 septembrie 1993), paroh la Siret (1 septembrie 1993 - 1 septembrie 1999), student la Lopiano, Italia (1 septembrie 1999 - 1 septembrie 2000), rector-paroh la L'Aquila, Italia (1 septembrie 2000 - 1 august 2006), paroh la Pralea (1 august 2006 -).
- pr. Cristian Vacaru (n. 14 august 1972, Săbăoani, județul Neamț) - A absolvit Școala generală de 8 clase la Săbăoani (1986), Școala de Cantori la Iași (1991) și Institutul Teologic din Iași (1997). A fost sfințit preot la 24 iunie 1997, la Adjudeni, de către episcopul Petru Gherghel. A activat ca vicar la Valea Mare (4 august 1997 - 31 iulie 1999), administrator parohial (1 august 1999 - 7 septembrie 2000) și paroh la Siret (8 septembrie 2000 - 1 mai 2002), asistent spiritual pentru românii din Israel (2 mai 2002 -) și responsabil cu pastorala pelerinajelor în Țara Sfântă în cadrul Oficiului pentru Pelerinaje al Episcopiei de Iași.
- pr. Alois Farțadi (n. 2 august 1964, Faraoani, județul Bacău) - A absolvit Școala generală de 10 clase la Faraoani (1980), Liceul de Construcții - Secția Mecanică din Bacău (1982), Școala de Cantori la Iași (1985) și Institutul Teologic din Iași (1992). A fost sfințit preot la 28 iunie 1992, la Faraoani, de către episcopul Petru Gherghel. A activat ca vicar la Suceava (1 august 1992 - 1 august 1995) și Gura Humorului (1 august 1995 - 13 septembrie 1997), paroh la Vizantea (14 septembrie 1997 - 30 aprilie 2002), Siret (1 mai 2002 – 1 septembrie 2009) și la Parohia “Sf. Anton” din Iași (1 septembrie 2009 - ).
- pr. Irinel Iosif Iosub (n. 18 octombrie 1977, Șcheia, județul Iași) - A absolvit Școala generală de 8 clase la Șcheia (1992), Seminarul Liceal Franciscan din Roman (1996) și Institutul Teologic la Roma (2002). A fost sfințit preot la 29 iunie 2004, la Iași, de către episcopul Petru Gherghel. A activat ca vicar la Pustiana (1 august 2004 - 1 august 2006) și Parohia „Sf. Nicolae” din Bacău (1 august 2006 – 1 septembrie 2009), apoi ca paroh la Siret (1 septembrie 2009 - )

## Imagini

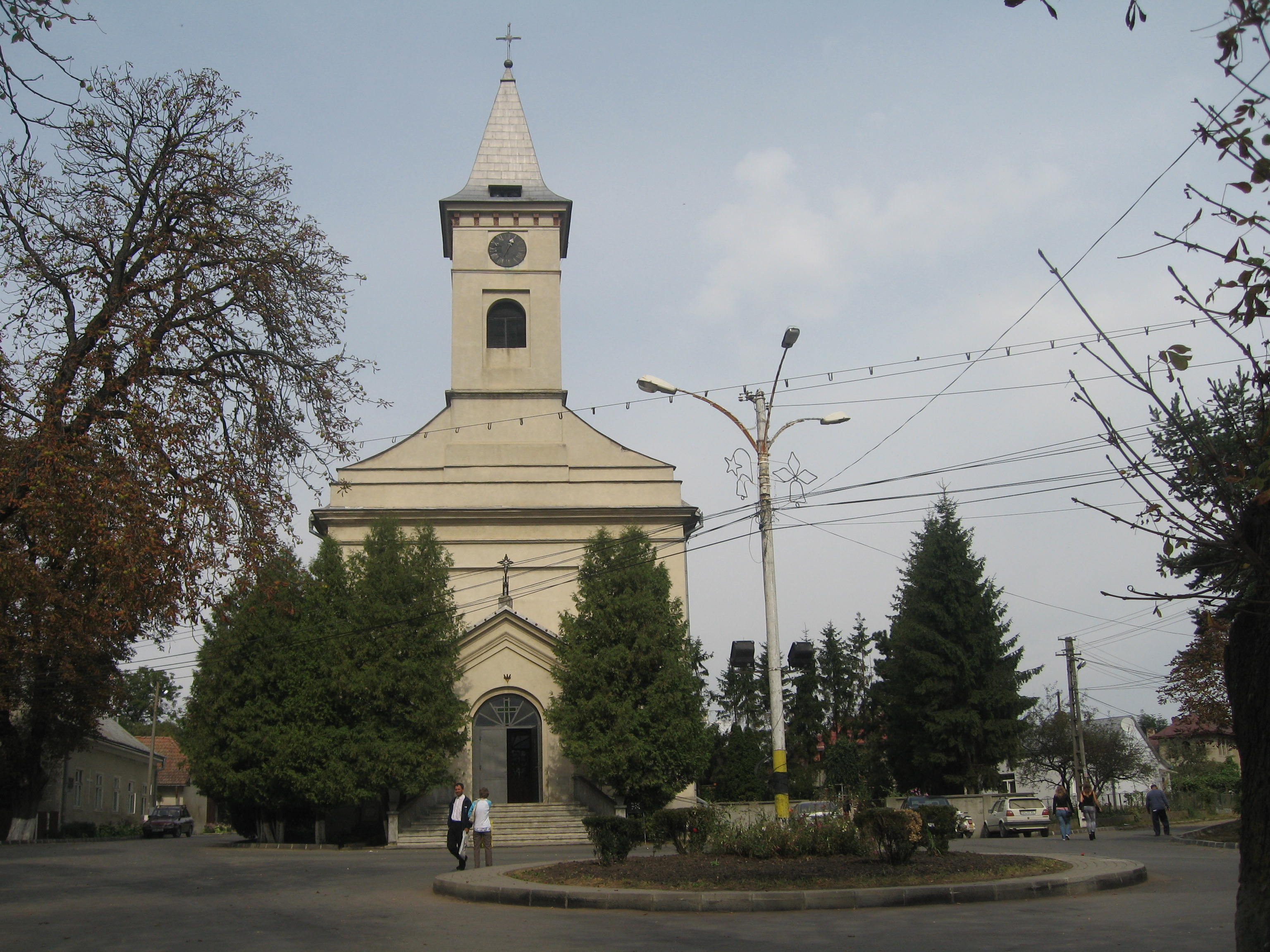
Biserica romano-catolică din Siret şi piaţa din faţa ei (2009)
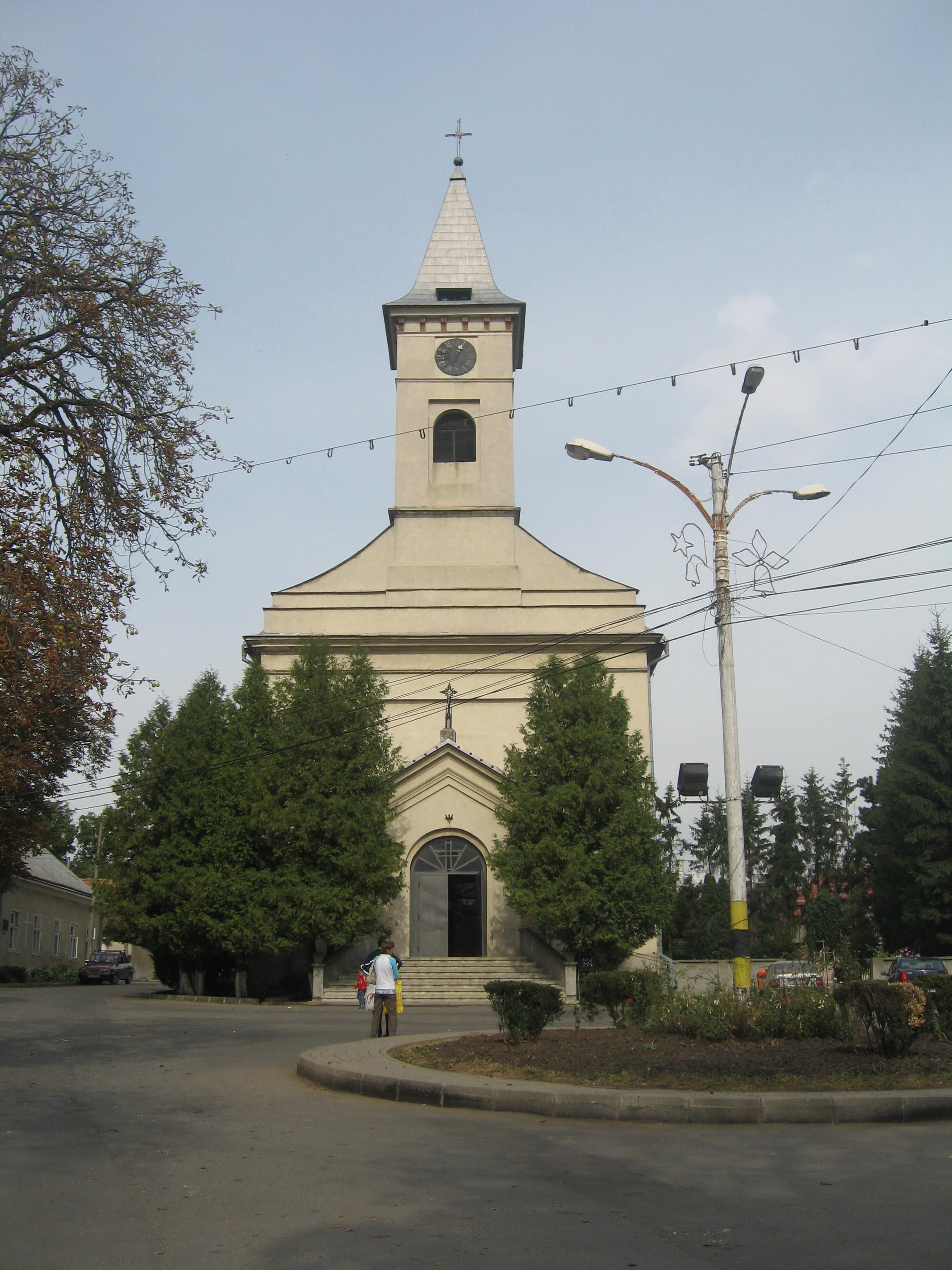
Biserica romano-catolică din Siret (2009)
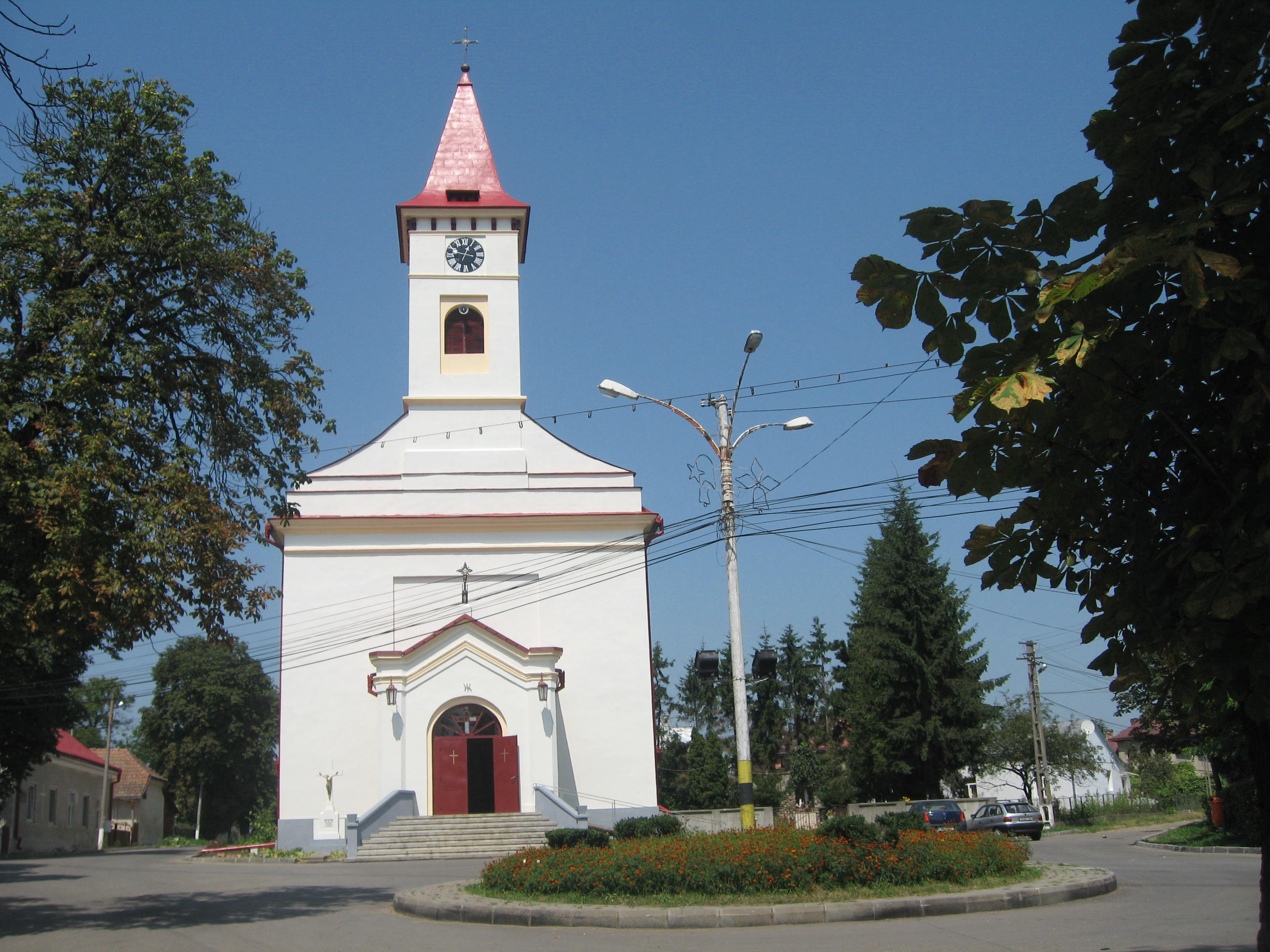
Biserica romano-catolică din Siret şi piaţa din faţa ei
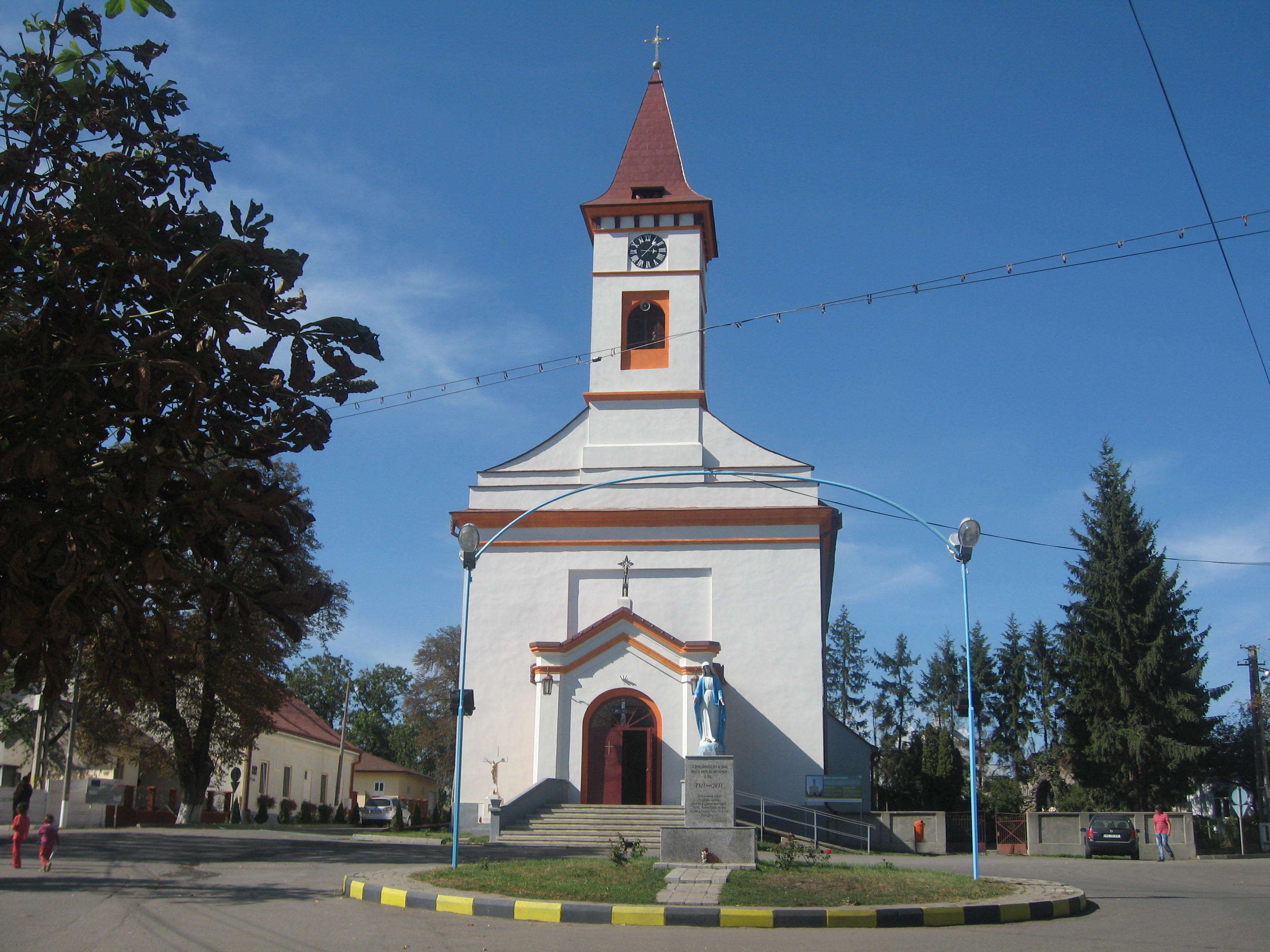
Biserica romano-catolică din Siret şi statueta Sf. Maria (2012)
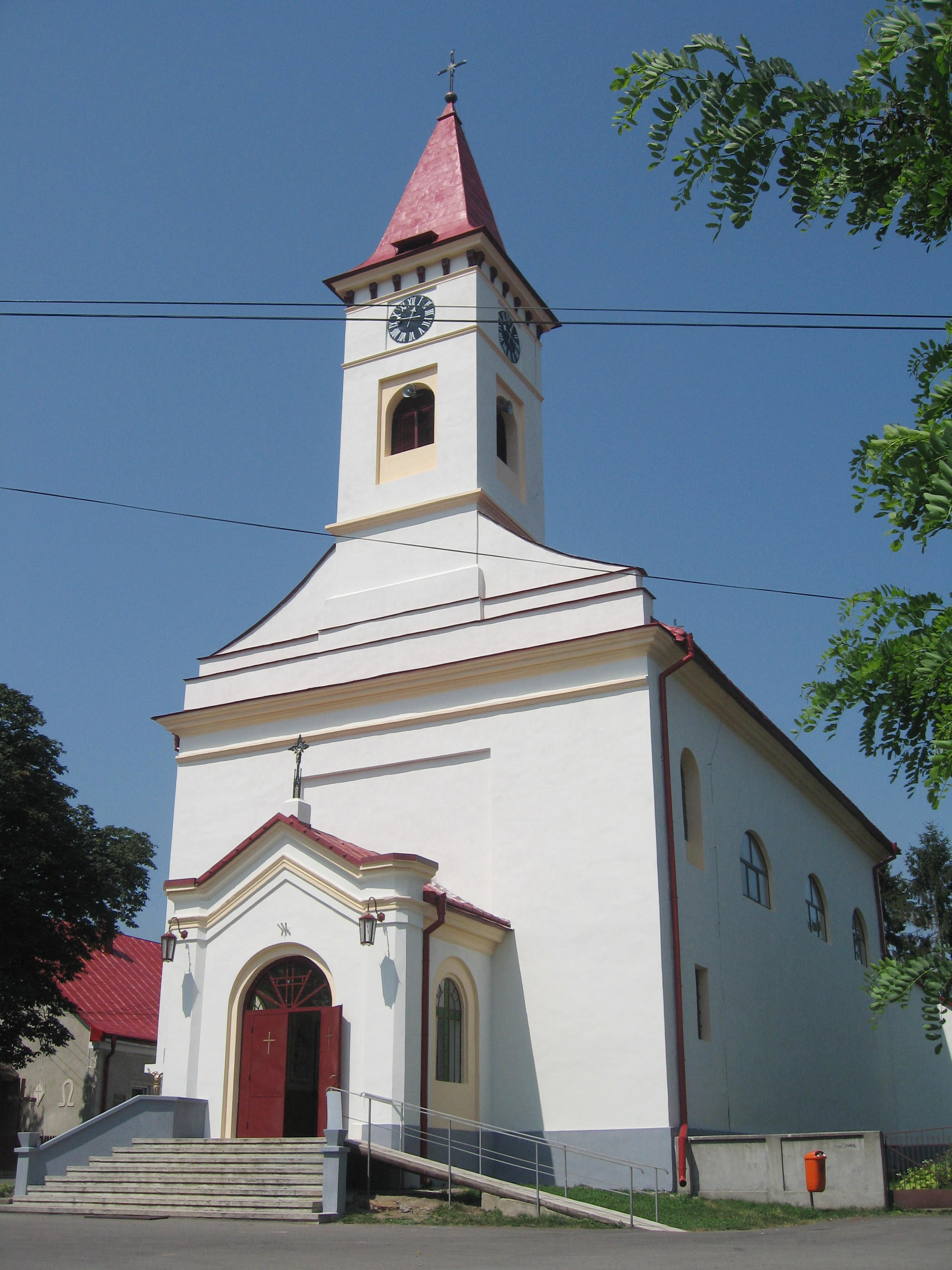
Biserica romano-catolică din Siret
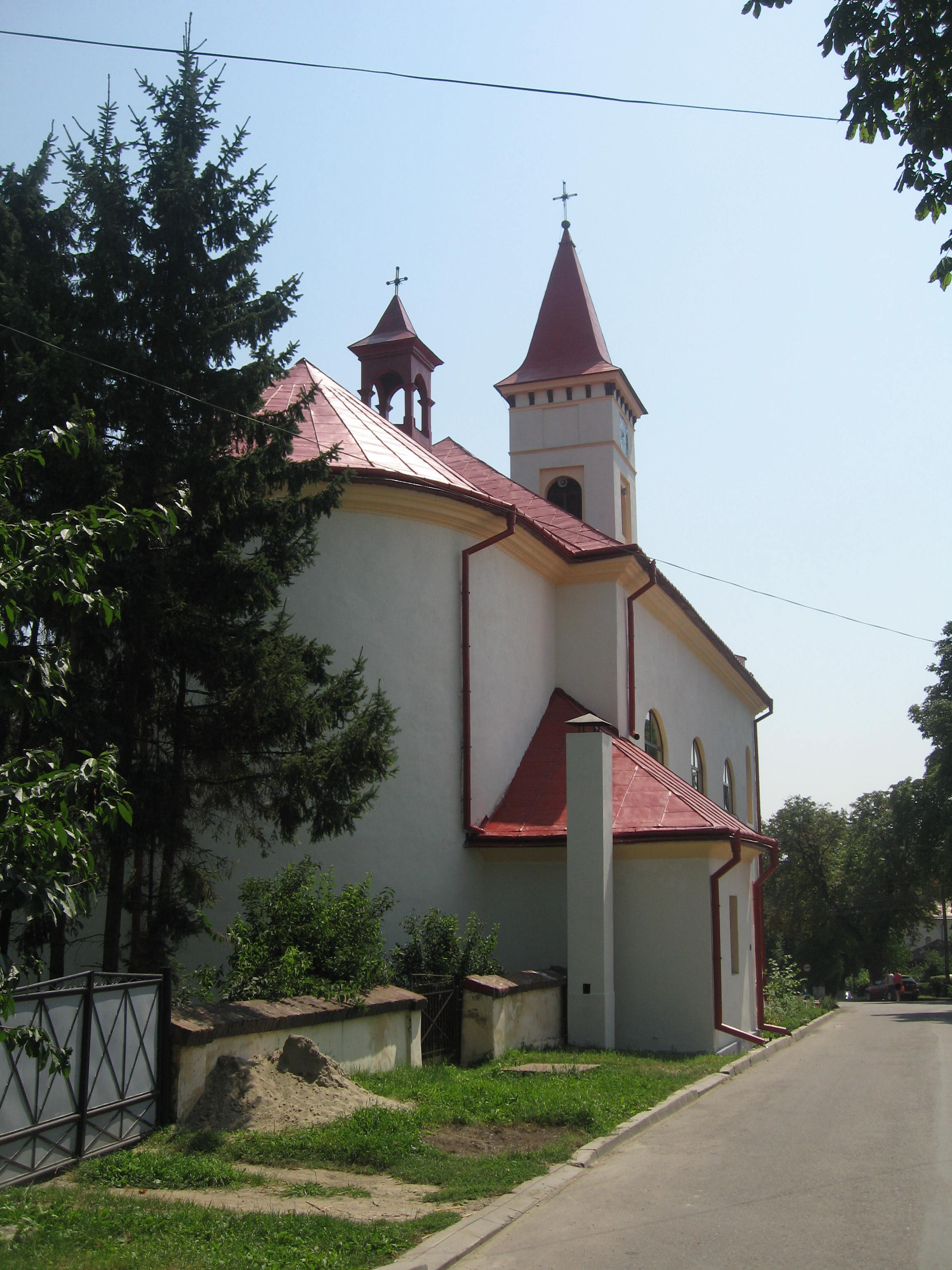
Biserica romano-catolică văzută de pe strada Castanilor
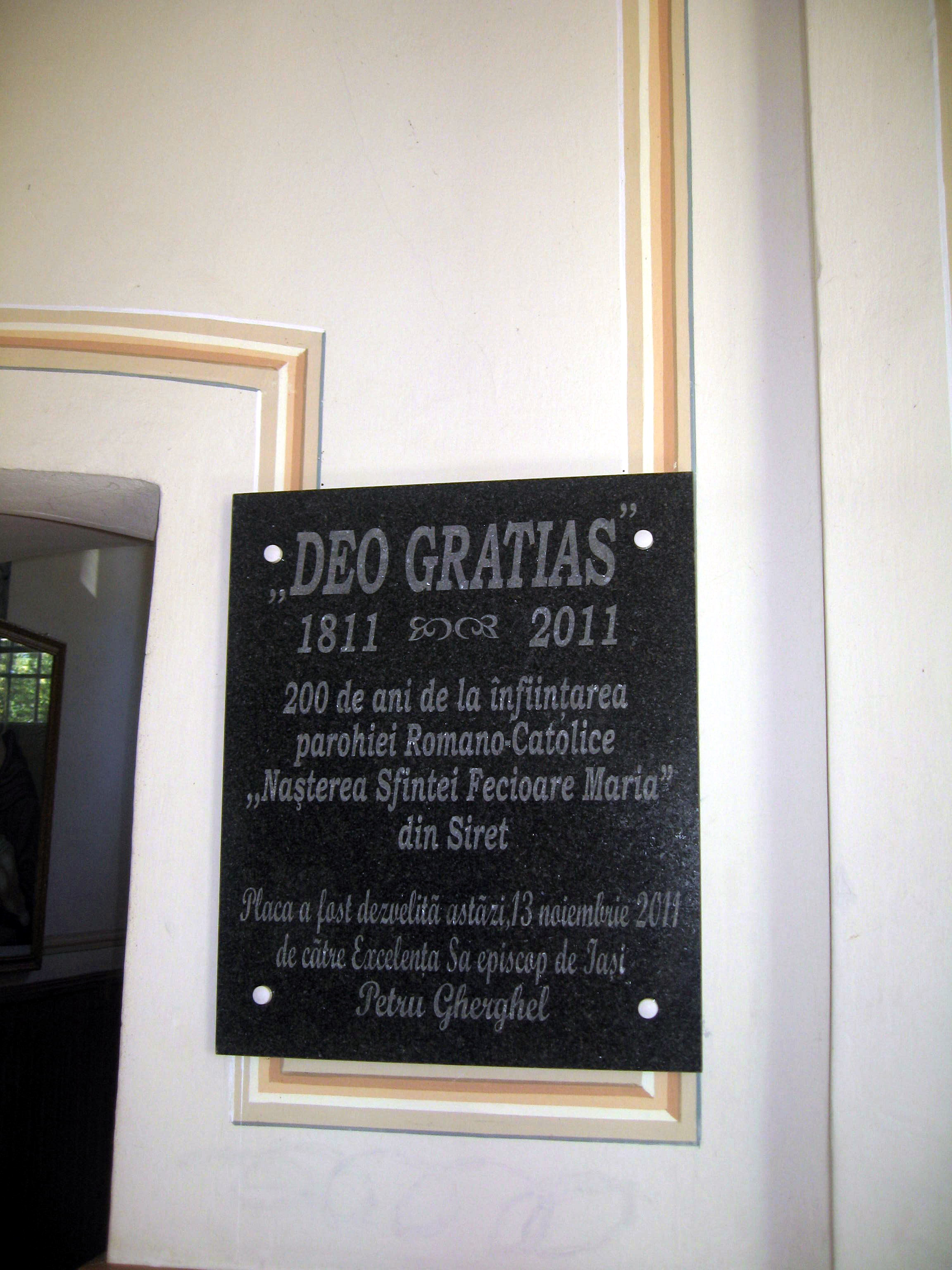
Placa memorială amplasată în 2011 cu prilejul aniversării a 200 de ani de existenţă a parohiei
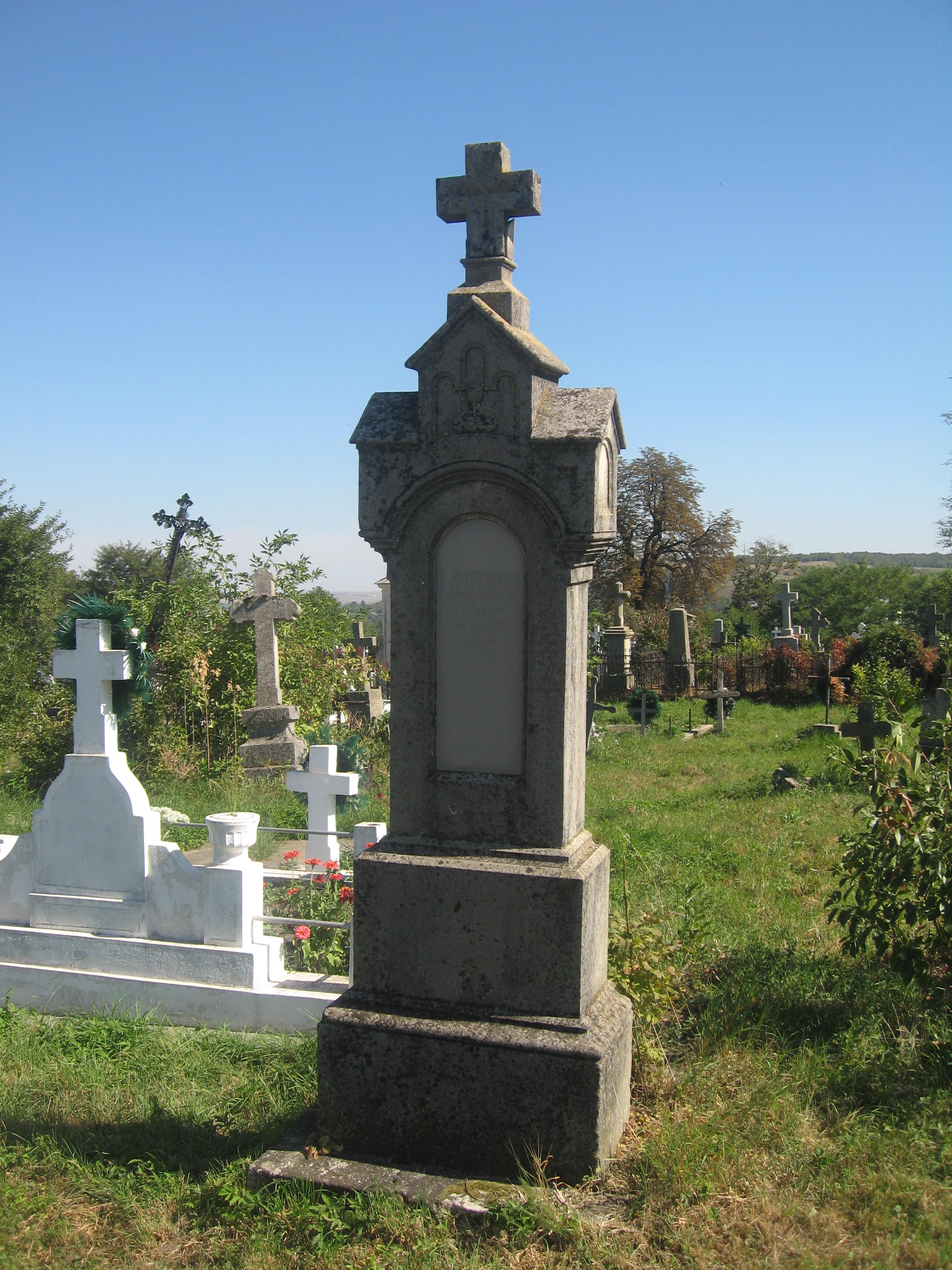
Mormântul parohului Joannes Wachowski (1799-1872)
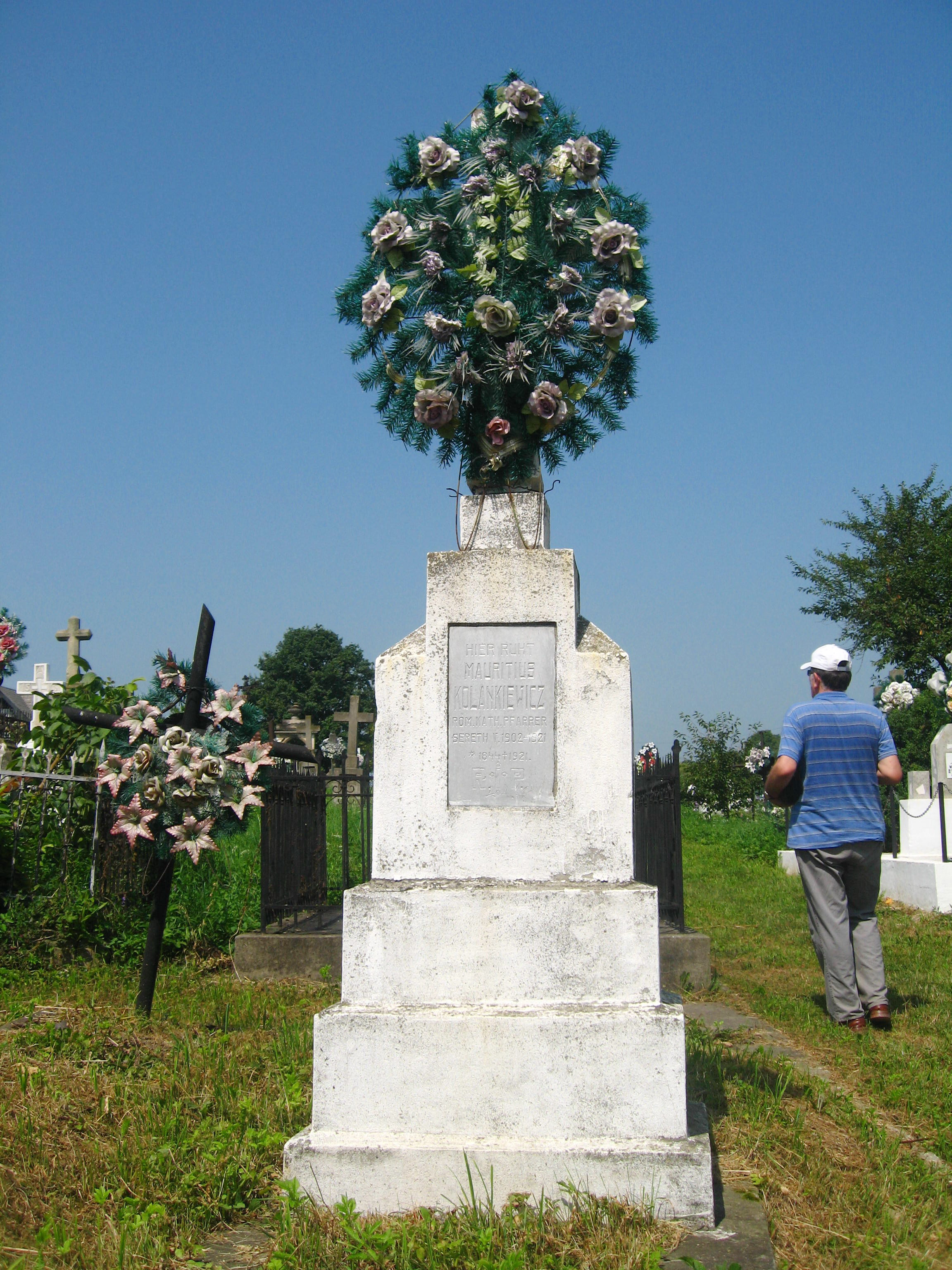
Mormântul parohului Mauritius Kolankiewicz (1844-1921)
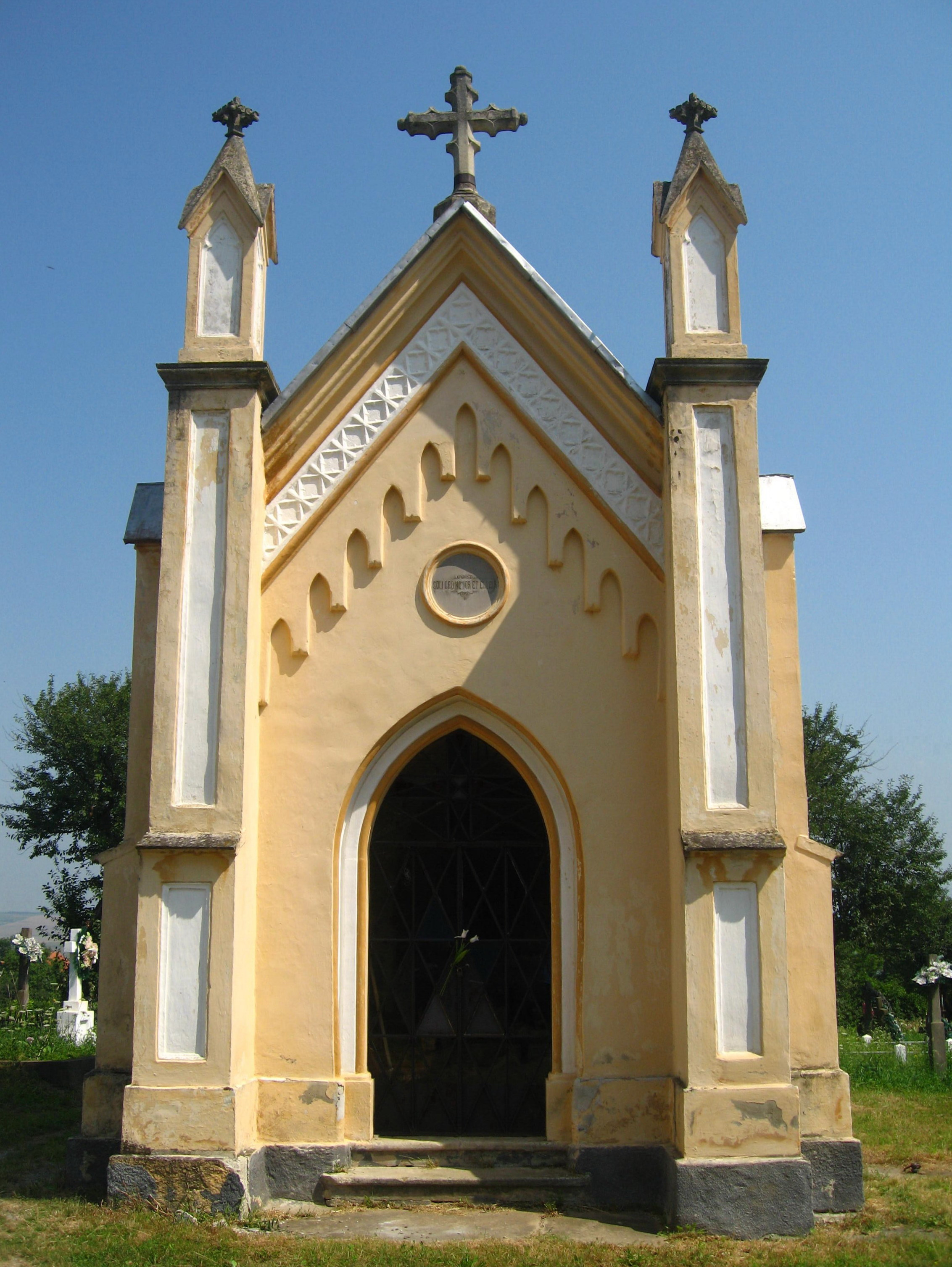
Capela catolică din cimitir
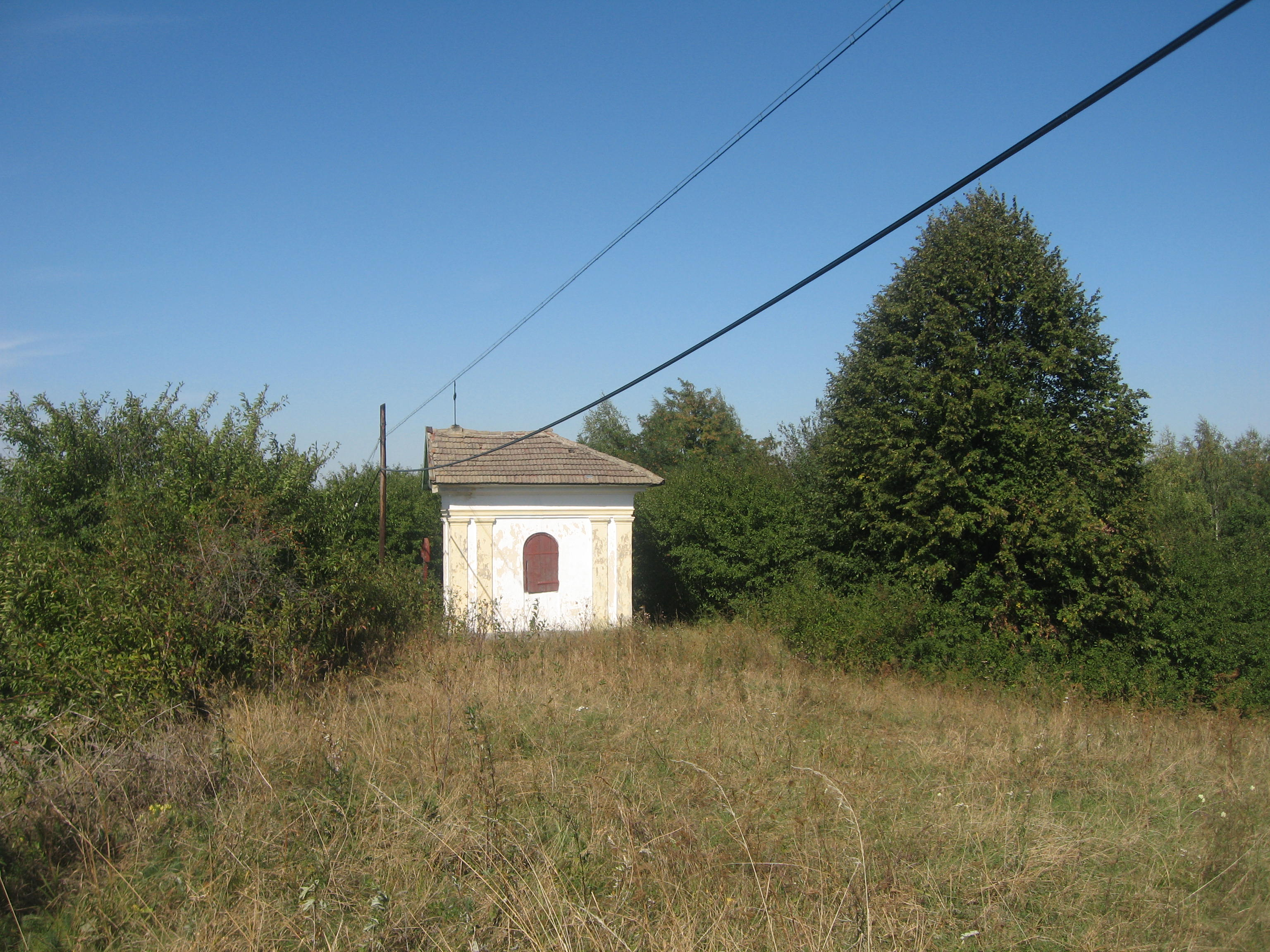
Capela Sf. Maria de pe Dealul Horaiţul Înalt
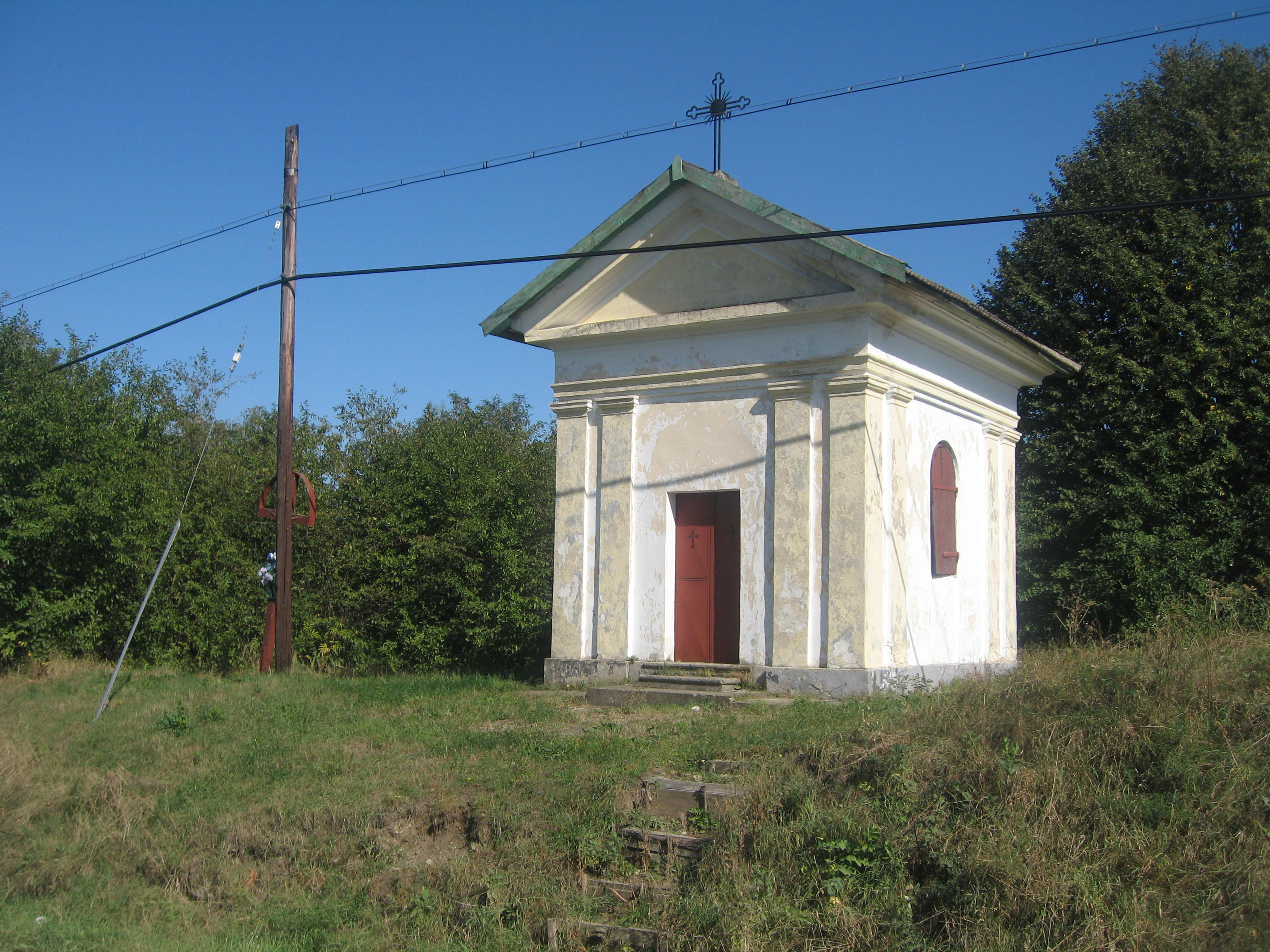
Capela Sf. Maria de pe Dealul Horaiţul Înalt